# Зіфта
Зіфта — місто і центр району в губернаторстві Гарбія, Єгипет. Знаходиться на південному сході губернаторства, за 25 км на південний схід від центру адміністративної одиниці Танта, на лівому березі східного рукава Нілу (рукава Дум'ят). Населення міста 93740 чоловік (2006). На протилежному березі Нілу розташувався місто Міт-Гамр, що відноситься до провінції Дакахлія. Промисловість представлена виробництвом готового одягу та молочної продукції. В Зіфті знаходиться одна з дамб на Нілі, побудована в 1881–1952 роках для контролю витрат води.
У сучасній історії Єгипту Зіфта відома тим, що під час Єгипетської революції 1919, коли британська влада вислала Саада Заглюля разом з іншими лідерами партії Вафд на Мальту, населення Зіфта зібралося і проголосило незалежність Республіки Зіфта.

## Район
В районі Зифта проживає близько 90 000 чоловік (2007). Площа 410 км². Частка неписьменних у віці понад 15 років — 55 %. Район об'єднує 8 сільських місцевих громад. В районі (в селі санбат) знаходиться церква святої Дем'яни, побудована до ісламського завоювання. В районі вирощується до 20 % всього льону в Єгипті.

## Клімат
Місто знаходиться у зоні, котра характеризується кліматом тропічних пустель. Найтепліший місяць — липень із середньою температурою 26.9 °C (80.4 °F). Найхолодніший місяць — січень, із середньою температурою 13.1 °С (55.6 °F).
| Клімат Зіфти            | Клімат Зіфти | Клімат Зіфти | Клімат Зіфти | Клімат Зіфти | Клімат Зіфти | Клімат Зіфти | Клімат Зіфти | Клімат Зіфти | Клімат Зіфти | Клімат Зіфти | Клімат Зіфти | Клімат Зіфти | Клімат Зіфти |
| Показник                | Січ.         | Лют.         | Бер.         | Квіт.        | Трав.        | Черв.        | Лип.         | Серп.        | Вер.         | Жовт.        | Лист.        | Груд.        | Рік          |
| Середній максимум, °C   | 18,6         | 19,9         | 22,3         | 26,5         | 30,1         | 33           | 32,9         | 32,8         | 31,8         | 29,1         | 24,3         | 20,2         | 26,8         |
| Середня температура, °C | 13,1         | 13,9         | 15,9         | 19,7         | 23           | 26           | 26,9         | 26,7         | 25,3         | 22,9         | 18,6         | 14,7         | 20,6         |
| Середній мінімум, °C    | 7,6          | 8            | 9,5          | 12,4         | 15,3         | 18,9         | 20,7         | 20,5         | 18,8         | 16,7         | 12,9         | 9,2          | 14,2         |
| Норма опадів, мм        | 10.5         | 7.2          | 5.6          | 2.7          | 2.1          | 0.2          | 0            | 0            | 0            | 2            | 6            | 8.1          | 44.4         |
| Днів з опадами          | 5,8          | 4,5          | 3,1          | 1,4          | 0,6          | 0,1          | 0            | 0            | 0,1          | 1,3          | 2,4          | 4,3          | 23,6         |
| Вологість повітря, %    | 68.9         | 65.9         | 63.7         | 57.8         | 55.4         | 57.3         | 64.8         | 68.3         | 66.3         | 65.6         | 69.3         | 69.1         | 64.4         |
| ----------------------- | ------------ | ------------ | ------------ | ------------ | ------------ | ------------ | ------------ | ------------ | ------------ | ------------ | ------------ | ------------ | ------------ |
| Джерело: Weatherbase    |              |              |              |              |              |              |              |              |              |              |              |              |              |